# Chivilcoy partido
Chivilcoy  egy partido (körzet) Argentínában a Buenos Aires tartományban. A fővárosa Chivilcoy.

## Települések
| - Chivilcoy - Moquehuá - Gorostiaga - Emilio Ayarza | - La Rica - San Sebastián - Benítez - Henry Bell | - Indacochea - Palemon Huergo - Ramón Biaus |